# Ateneu de Sevilla

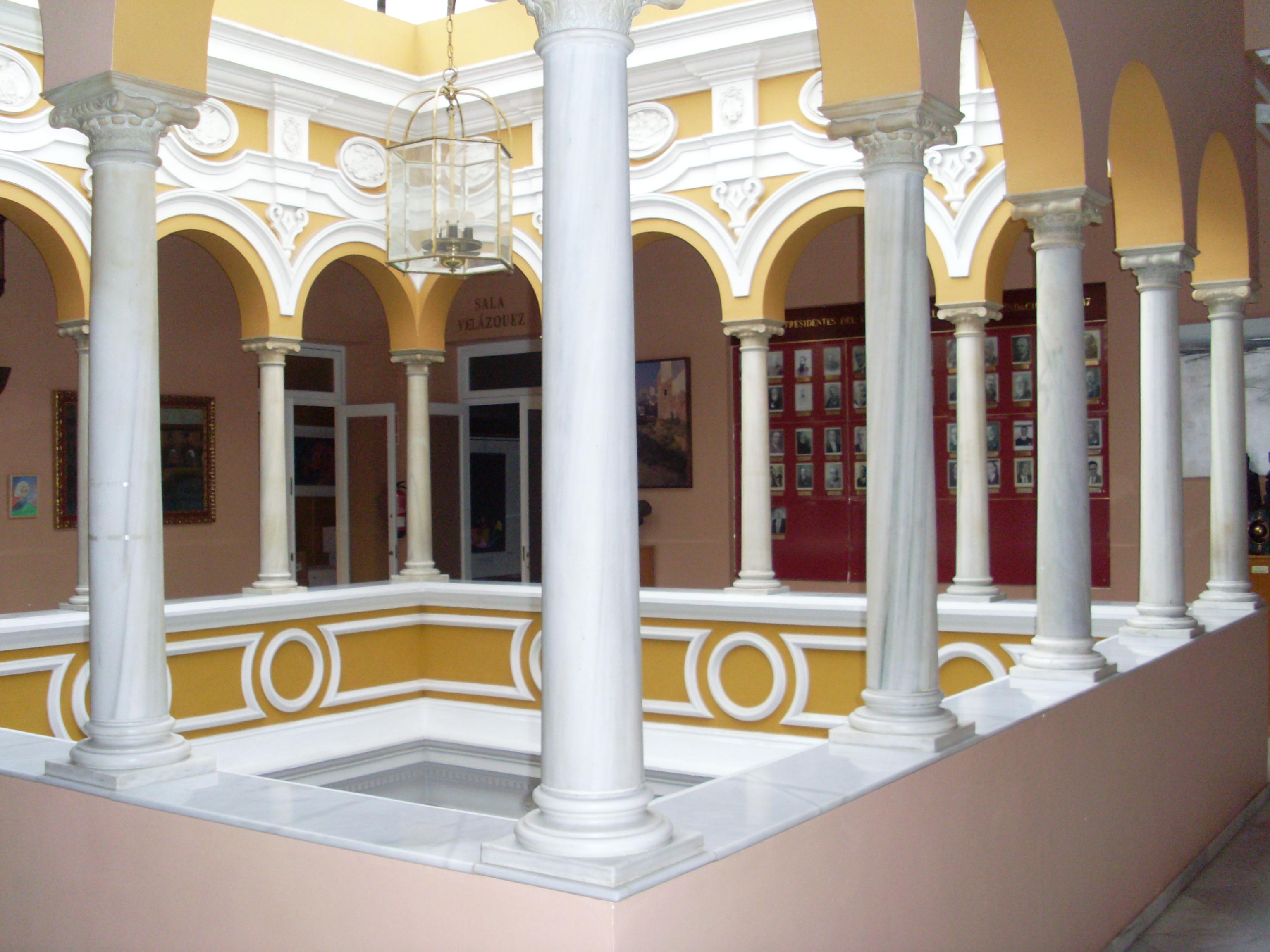
Pati interior de l'Ateneu.

L'Ateneu de Sevilla, denominat a l'origen "Ateneo i Sociedad de Excursiones", té una dilatada història com a associació cultural, científica, literària i artística, des de la seva fundació per Manuel Sales y Ferré en 1887.
En moltes ocasions, durant els anys finals del segle xix i al llarg del XX, l'Ateneu va fer florir la vida cultural de Sevilla i en general, d'Espanya, en acollir i impulsar els corrents de pensament i literàries més avantguardistes de l'època. Per exemple; amb motiu de la celebració del tercer centenari de la mort de Góngora, l'Ateneu de Sevilla va tenir la seva trobada emblemàtica la famosa generació del 27. La coneguda fotografia de grup, en la qual apareixen entre altres els poetes Federico García Lorca, Rafael Alberti, José Bergamín, Dámaso Alonso i Jorge Guillén, està presidida per l'advocat Manuel Blasco Garzón, llavors president de l'Ateneu de Sevilla; i el de la secció de Literatur, el metge i escriptor José María Romero Martínez, organitzador de la trobada.
Destacats escriptors, com Juan Ramón Jiménez, José María Izquierdo o Joaquín Romero Murube, han estat membres de l'Ateneu de Sevilla. L'inoblidable autor de Platero y yo i del Diari d'un poeta jovençà, que va venir de Moguer (Huelva) a la ciutat de Sevilla per cursar la carrera de Dret, solia dir que ell es va fer escriptor i poeta a la biblioteca de l'Ateneu de Sevilla. Però també ha explicat est, entre els seus membres, amb il·lustres i influents polítics com Pedro Rodríguez de la Borbolla Amoscótegui, Blas Infante, Diego Martínez Barrio i Miguel García y Bravo-Ferrer.
A causa de la seva importància i influència, en alguns punts d'Andalusia es van fer imitacions de menor nivell. Est va ser el cas de l'Ateneu d'Isla Cristina que, gràcies a la col·laboració de Blas Infante, va obrir les portes en aquesta localitat de Huelva el 10 de setembre de 1926.
D'altra banda, la popular Cavalcada de Reies Mags, sorgida en la crítica conjuntura històrica de 1918, com a iniciativa de l'Ateneu de Sevilla, i organitzada per est cada any des de llavors, constitueix una fita excel·lent entre les Festes Majors de la ciutat.

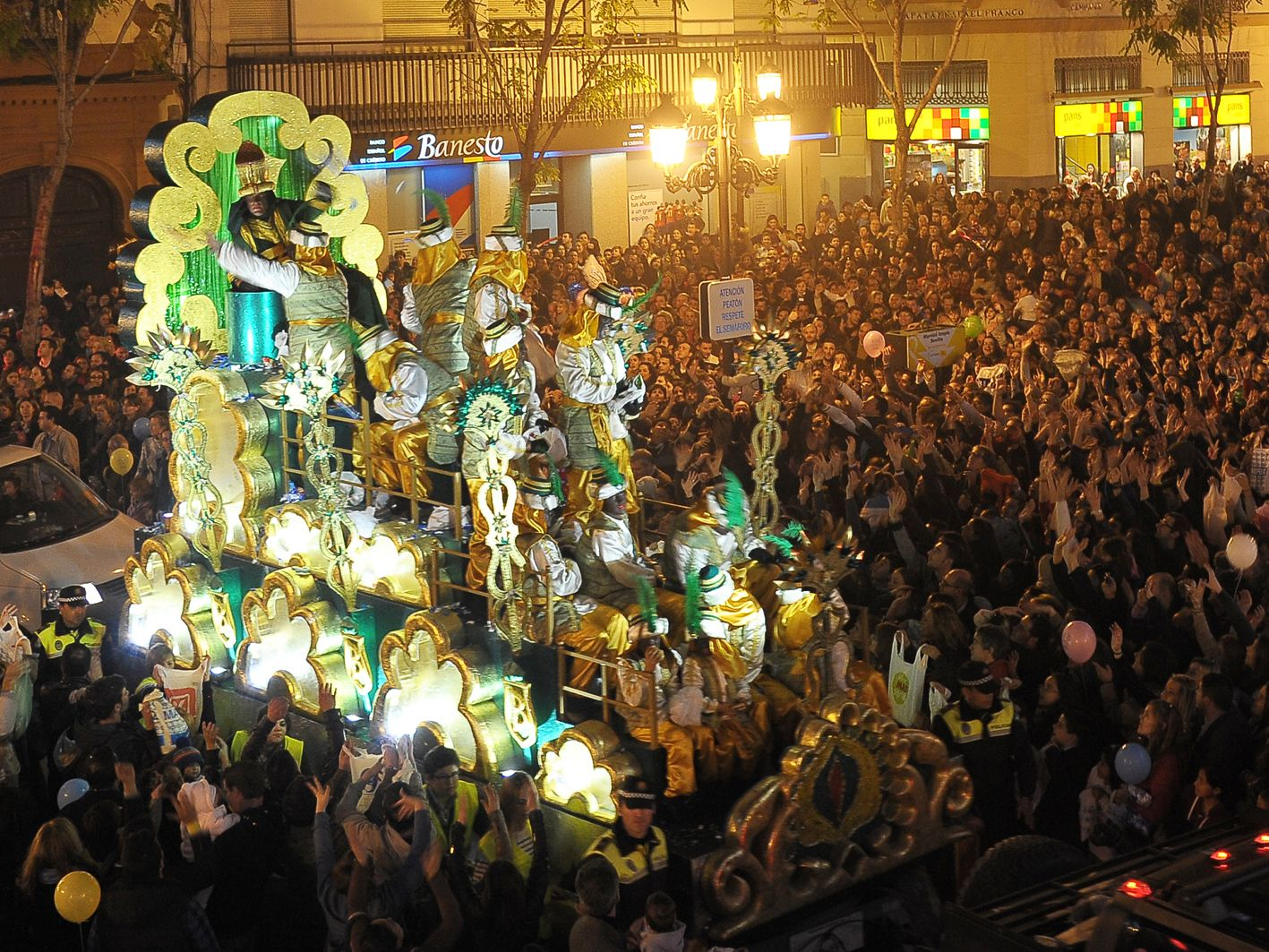
Cavalcada dels Reis Mags 2013. Rei Baltasar.

A més d'aquesta, entre les múltiples iniciatives culturals de l'Ateneu, que se succeeixen amb periodicitat, destaquem: els Premis Ateneu de Sevilla de: “Novel·la”, “Novel·la Jove”, “Novel·la Històrica”, “Pintura”, “Història” i “Assaig i Actualitat”. A part d'aquests, l'Ateneu desenvolupa una incessant activitat, que abasta conferències, taules rodones, debats, presentació de llibres, exposicions, etc.
El curs acadèmic 2011/2012 va coincidir amb el 125º Aniversari de la Fundació de l'Ateneu de Sevilla, amb motiu del qual la institució va desenvolupar una sèrie d'activitats commemoratives.
L'Ateneu de Sevilla intenta portar a Sevilla personalitats nacionals i internacionals amb l'objectiu d'apropar als més diversos sectors de la ciutadania de Sevilla l'anàlisi i la reflexió, tant sobre el passat històric com sobre la candent actualitat. En aquest sentit, durant la legislatura de l'actual President de l'Ateneu, Alberto Màximo Pérez Calero, ha donat conferències en la institució persones de la talla d'Anna Ferrer, vídua de Vicent Ferrer, qui va rebre el Premi Príncep d'Astúries a la Concòrdia per la seva labor amb la Fundació Vicent Ferrer a Índia; José Antonio Marina, reconegut pedagog, filòsof i escriptor espanyol; l'historiador José Manuel Cuenca Toribio, i el pedagog i escriptor Bernabé Tierno, entre d'altres.

## Generació del 27

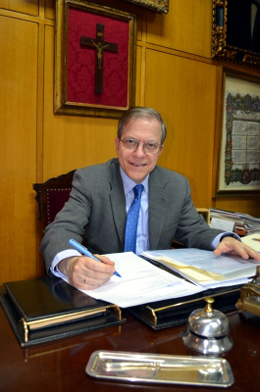
President de l'Ateneu de Sevilla. Alberto Máximo Pérez Calero.

Durant la presidència de Blasco Garzón, el metge i poeta José María Romero Martínez (1893-1936) es va encarregar d'organitzar en l'Ateneu de Sevilla la commemoració del III centenari de la mort de Góngora. A l'acte, que finalment es va celebrar en la Societat Econòmica d'Amics del País, de Sevilla, els dies 16 i 17 de desembre de 1927, van ser convidats els principals representants de l'avantguarda poètica espanyola. En la fotografia immortalitzada per Serrano apareixen José María Romero i Blasco Garzón, i, als seus costats, Rafael Alberti, Federico García Lorca, Chabás, Bacarisse, Jorge Guillén, Bergamín, Dámaso Alonso i Gerardo Diego. Després del fotògraf, Cernuda, Villalón, Salines, Porlán, Adriano del Valle, Bello, Amantina Cobos, el pintor Villalobos, Collantes, Romero Murube, Labrador, Llosent, Espina, Fernández Almagro, Muñoz San Román, Laffón, Bacarisas, el torero Sánchez Mejías, Juan Miguel Sánchez, Lafita, Majó, Núñez Cabezas de Herrera, Tamayo i José de la Peña, (entre altres). Aquest acte és considerat l'acta fundacional de la Generació del 27 malgrat les seves diferències d'edat i de colorits estètics.

## Presidència
Des del 2010, l'actual President de l'Excm. Ateneu de Sevilla és Alberto Máximo Pérez Calero. Doctor en Medicina i Especialista en Medicina Familiar i Comunitària, en Medicina Interna i Aparell Digestiu. Acadèmic de les Reals Acadèmies de Medicina de Sevilla, Murcia i Vélez de Guevara (Écija). Abans de President ha estat directiu de la institució ininterrompudament des de 1994, ocupant la Presidència de la Secció de Literatura, de Medicina, Adjunt a Presidència i com a Secretari General. Té publicat diversos llibres i desenes d'articles dedicats a l'Ateneu de Sevilla.